# Мансурово (Оренбургская область)
Мансурово — село в Первомайском районе Оренбургской области в составе Фурмановского сельсовета.

## География
Располагается на расстоянии примерно 24 километров по прямой на север от районного центра посёлка Первомайский.

## История
Село начало строиться в 1856 году, через три года поселение названо форпостом Манцуровым. После коллективизации здесь работали колхоз имени Сурова и совхоз «Мансуровский».

## Население
Постоянное население составляло 490 человек в 2002 году (русские 49 %, казахи 36 %), 412 в 2010 году.